# 戈萊馬尼峰
78°03′12″S 85°41′44″W / 78.05333°S 85.69556°W

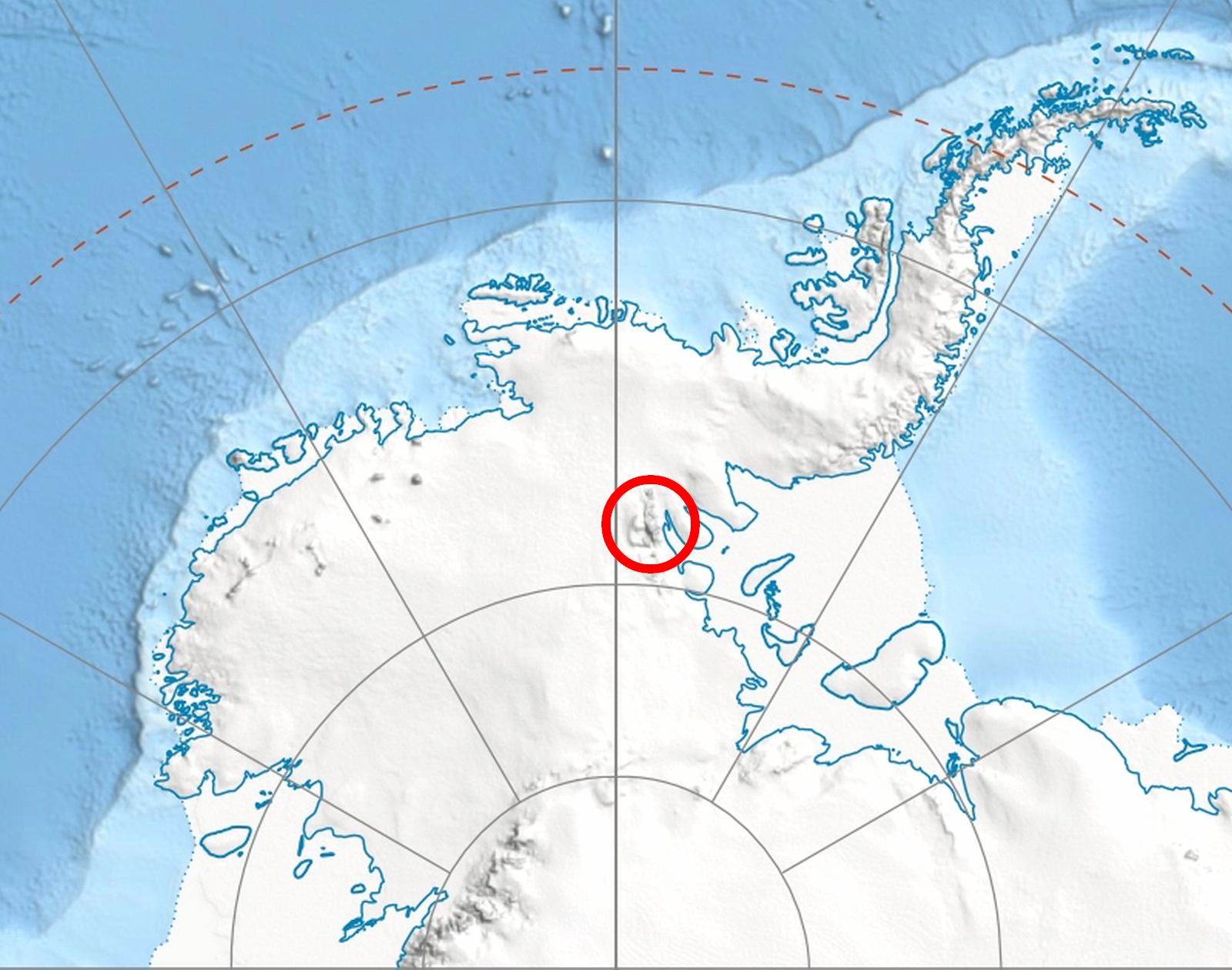

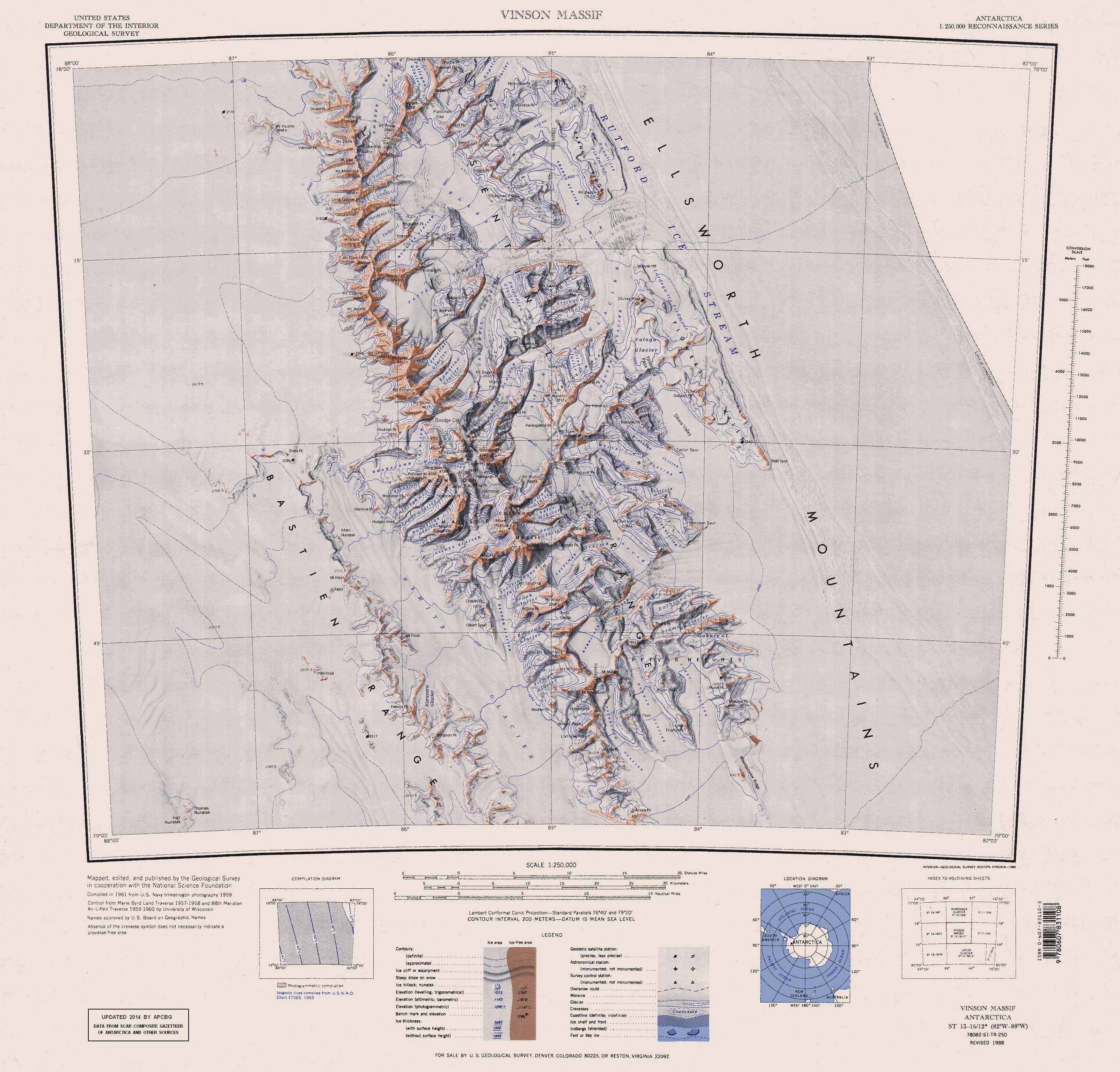

戈萊馬尼峰是南極洲的山峰，位於埃爾斯沃思地，屬於埃爾斯沃思山脈中森蒂納爾嶺的一部分，海拔高度2,800米，以保加利亞北部的城鎮命名。

## 外部連結
- Golemani Peak. （页面存档备份，存于） SCAR Composite Antarctic Gazetteer.